# Zbyněk Kučera Holub
Zbyněk Kučera Holub, také Zbyněk Holub nebo Gilgalad (* únor 1980 České Budějovice, Československo) je český prozaik, autor a editor fantasy, pohádek a příběhů napříč žánry.

## Život
Narodil se v únoru roku 1980 v Českých Budějovicích. Se svou ženou se seznámil díky hrám typu Larp (live action roleplay).
Díky hrám na hrdiny (RPG) se dostal k prvním literárním pokusům a okolo roku 2000 se začal podílet na tvorbě RPG světa Asterion. V roce 2007 mu z prostředí tohoto fantasy světa vyšla první kniha Kaat, aneb Historky Cechu Eldebranských katů vyprávějící o mistrech popravčích obdařených nadpřirozenými schopnostmi.
Zbyněk napsal nebo jako editor sestavil řadu titulů, ale nevnímá se jako spisovatel – cítí se být „klukem, kterého baví psát a občas mu něco vyjde“.

## Dílo

### Knihy
- Přežít, třicátá část série Agent JFK, Triton 2013, ISBN 978-80-7387-676-0
- Hry s příběhem: Ocel a krev sborník povídek z prostředí různých českých RPG světů, Zbyněk se na knize podílel jako editor a přispěl příběhem Dračí poklad (série Hry s příběhem, Mytago, 2012) ISBN 978-80-905043-5-6
- Krumpáč a motyky: Hrobnické historky další neuvěřitelná dobrodružství dědků hrobníků a jejich přátel (Asterion, Mytago, 2012) ISBN 978-80-905043-3-2
- Zpívající meč: Čajový drak a kočičí démon příběh o statečnosti asterionských skřítků a jejich přátel, ovoněný spoustou čajové magie (Asterion, Mytago, 2011) ISBN 978-80-905043-0-1
- Hry s příběhem: Zločin a trest sborník povídek z prostředí různých českých RPG světů, Zbyněk se na knize podílel jako editor a spolu s Petrem Jánským přispěl příběhem Tajemství Dubu (série Hry s příběhem, Mytago, 2011) ISBN 978-80-254-9100-3
- Cesty snů spolu s Janem Č. Galetou, dobrodružný fantasy román o velké výpravě, přátelství a snech (Asterion, Zoner Press, 2010) ISBN 978-80-7413-097-7
- Wilth Ahwa šestice autorů spojila síly, aby svými příběhy vzdala poctu Vltavě, Divoké řece, a jejímu duchu (Zoner Fantazie, Zoner Press, 2010) ISBN 978-80-7413-089-2[5][6][7]
- Pohádky kocoura Kostičky pohádková kniha inspirovaná osudy skutečného sibiřského kocourka (Zoner Fantazie, Zoner Press, 2009) ISBN 978-80-7413-065-6[8]
- Xibalba román pojmenovaný podle stejnojmenného mayského podsvětí se odehrává v prostředí Střední Ameriky ve třech různých historických údobích – v pravěku, v časech fénických mořeplavců a v současnosti (Zoner Fantazie, Zoner Press, 2009) ISBN 978-80-7413-056-4[9][10]
- Dračí zub hororově laděný příběh inspirovaný skutečnými událostmi a hráči LARPů (Zoner Fantazie, Zoner Press, 2009) ISBN 978-80-7413-043-4[11]
- Město přízraků povídkový román šestice autorů, Zbyňkův příběh se jmenuje Zvěstovatelé konce (Asterion, Straky na vrbě, 2009)[12] ISBN 978-80-86428-98-7
- Krumpáč a motyky aneb Cesta za smrtí a zase zpátky osudy jedné svérázné hrobnické party na cestách (Asterion, Straky na vrbě, 2008) ISBN 978-80-86428-90-1
- Zrození Modrého měsíce sborník asterionských povídek od různých autorů, Zbyněk má v knize povídky Ko-ru-lla! a Otec běsů (Asterion, Straky na vrbě, 2007) ISBN 978-80-86428-79-6
- Kaat aneb Historky Cechu Eldebranských katů příběhy obávaných asterionských mistrů popravčích (Asterion, Straky na vrbě, 2007) ISBN 978-80-86428-74-1

### Herní moduly, na jejichž tvorbě se podílel

#### série Asterion – herní řada
- Krajiny za obzorem: Stíny jihu (Altar, 2009) ISBN 978-80-85979-55-8
- Rukověť dobrodruha (Altar, 2008) ISBN 978-80-85979-52-7
- Za závojem stínů (Altar, 2007) ISBN 80-85979-51-9
- Asterion: Čas temna (Altar, 2004) ISBN 80-85979-44-6
- Falešná apokalypsa (Altar, 2003) ISBN 80-85979-42-X
- Obloha z listí a drahokamů (Altar, 2002) ISBN 80-85979-41-1
- Zlatá pavučina (Altar, 2002) ISBN 80-85979-39-X
- Z hlubin zelené a modré (Altar, 2001) ISBN 80-85979-35-7

#### série Dračí doupě Plus
Příručka Pána jeskyně (Altar, 2004) ISBN 80-85979-49-7